# Aja Naomi King
Aja Naomi King (* 11. ledna 1985, Los Angeles, Kalifornie, Spojené státy americké) je americká herečka. Nejvíce se proslavila rolí Michaely Pratt v seriálu stanice ABC Vražedná práva, za kterou získala nominace na cenu NAACP Image Award. Dále se objevila v nezávislých filmech Four (2012) a Reversion (2015). Kladnou kritiku získal film Zrození národa (2016).

## Životopis
Narodila se v Los Angeles v Kalifornii. Vystudovala Kalifornskou univerzitu v Santa Barbaře a v roce 2010 promovala na Yaleově univerzitě.

## Kariéra
Na začátku kariéry se objevila v několika krátkých filmech. Televizní debut přišel přišel v roce 2010 s rolí v seriálu stanice CBS Spravedlnost v krvi a později v seriálech Lovci zločinců, Černá listina a ve filmu Slečny v nesnázích. Průlom v kariéře nastal v roce 2012 s rolí Cassandry Kopelson v seriálu stanice The CW Doktorka Emily. Seriál byl zrušený v roce 2013.
V roce 2013 si zahrála ve dvou nezávislých filmech. Roli Abigayle si zahrála v dramatickém filmu Four, který měl premiéru 13. září 2013. S Laverne Cox, Britne Oldford a Franky G si zahrála ve filmu 36 Saints. Vedlejší roli po boku Hugha Granta si zahrála ve filmu The Rewrite.
V roce 2014 získala vedlejší roli Ali Hanslee v ABC dramatickém seriálu Black Box. Seriál byl zrušen po první sérii. V únoru 2014 byla obsazena do hlavní role seriálu Shondy Rhimes Vražedná práva, který vysílá stanice ABC. Za roli získala nominaci na NAACP Image Award. V roce 2015 získala jednu z hlavních rolí ve sci-fi thrilerovém filmu Reversion. Ve stejném roce také získala roli ve filmu Zrození národa , o otrokovi Natu Turnerovi. Film měl premiéru na Filmovém festivalu Sundance v roce 2016. V roce 2017 si zahrála po boku Kevina Harta, Bryana Cranstona a Nicole Kidman ve filmu Nedotknutelní. Ten samý rok byla obsazena do role somálské aktivistky Ifrah Ahmed ve filmu A Girl from Mogadishu.

## Filmografie

### Film
| Rok  | Název                 | Role          | Poznámky    |
| ---- | --------------------- | ------------- | ----------- |
| 2008 | Glora Mundi           | Tanečnice     | Krátký film |
| 2010 | A Basketball Jones    | Sara Walker   | Krátký film |
| 2010 | Eve                   | Celebrita     | Krátký film |
| 2011 | Slečny v nesnázích    | Polly         |             |
| 2012 | Love Synchs           | Selene        | Krátký film |
| 2013 | 36 Saints             | Joan          |             |
| 2013 | Four                  | Abigayle      |             |
| 2014 | The Rewrite           | Rosa          |             |
| 2016 | Zrození národa        | Cherry Turner |             |
| 2017 | Nedotknutelní         | Latrice       |             |
| 2019 | A Girl from Mogadishu | Ifrah Ahmed   |             |
| 2020 | Sylvie                | Mona          |             |
| 2020 | The 24th              | Marie         |             |

### Televize
| Rok       | Název               | Role                   | Poznámky                              |
| --------- | ------------------- | ---------------------- | ------------------------------------- |
| 2010      | Spravedlnost v krvi | Samaritan              | díl: „Samaritan“                      |
| 2012      | Lovci zločinců      | Lisa                   | díl: „Vlk samotář a mládě“            |
| 2012-13   | Doktorka Emily      | Cassandra Kopelson     | 13 dílů                               |
| 2013      | Onion New Empire    | Jillian                | TV pilot                              |
| 2013      | Černá listina       | Elysa Ruben            | díl: „Frederick Barnes (No. 47)“      |
| 2014      | Deadbeat            | N'Cole                 | díl: „Out-Of-Body Issues“             |
| 2014      | Black Box           | Ali Henslee            | 8 dílů                                |
| 2014–2020 | Vražedná práva      | Michaela Pratt         | Hlavní role, 90 dílů                  |
| 2015      | BoJack Horseman     | BoJackovo rande (hlas) | díl: „Yesterdayland“                  |
| 2018      | Skandál             | Michaela Pratt         | díl: „Allow Me to Reintroduce Myself“ |

## Ocenění a nominace
| Rok  | Ocenění                        | Kategorie                                          | Práce                                                           | Výsledek  |
| ---- | ------------------------------ | -------------------------------------------------- | --------------------------------------------------------------- | --------- |
| 2012 | Filmový festival v Los Angeles | cena poroty za nejlepší herecký výkon              | Four (sdíleno s Wendellem Piercem, Emory Cohen a E.J. Bonillou) | vítězství |
| 2015 | Image Awards                   | nejlepší seriálová herečka ve vedlejší roli: drama | Vražedná práva                                                  | nominace  |
| 2015 | NAACP Image Awards             | nejlepší seriálová herečka ve vedlejší roli: drama | Vražedná práva                                                  | nominace  |
| 2017 | Black Reel Awards              | objev roku: žena                                   | Zrození národa                                                  | nominace  |
| 2017 | Image Awards                   | nejlepší filmová herečka ve vedlejší roli          | Zrození národa                                                  | nominace  |